# Abschnittsbefestigung Schmidhub
Die Abschnittsbefestigung Schmidhub ist eine abgegangene mittelalterliche Abschnittsbefestigung auf 490 m ü. NHN östlich des Fahrweges von Schmidhub nach Niederperach, Gemeindeteile der Gemeinde Perach im Landkreis Altötting in Bayern. Die Anlage wird als Bodendenkmal unter der Aktennummer D-1-7742-0040 als „Abschnittsbefestigung des frühen oder hohen Mittelalters“ geführt.
Von der ehemaligen Burganlage ist nichts erhalten.